# Asienspiele 2014/Wasserspringen
Bei den Asienspielen 2014 in Incheon, Südkorea wurden vom 29. September bis 3. Oktober 2014 insgesamt zehn Wettbewerbe im Wasserspringen ausgetragen, jeweils fünf für Frauen und Männer. Die chinesischen Athleten dominierten die Wettkämpfe und gewannen überlegen alle zehn Titel und errangen alle möglichen 16 Medaillen.

## Ergebnisse

### Frauen

#### 1-Meter-Kunstspringen
| Platz | Land | Athletin                 | Punkte |
| ----- | ---- | ------------------------ | ------ |
| 1     | CHN  | Shi Tingmao              | 308,45 |
| 2     | CHN  | Wang Han                 | 287,40 |
| 3     | KOR  | Kim Nami                 | 269,84 |
| 4     | KOR  | Kim Suji                 | 262,70 |
| 5     | MAS  | Cheong Jun Hoong         | 257,75 |
| 6     | MAS  | Sabri Nur Dhabitah Binti | 254,40 |
| 7     | JPN  | Sayaka Shibusawa         | 227,80 |
| 8     | HKG  | Chan Sharon              | 222,90 |
| 9     | SIN  | Lee Myra Jia Wen         | 209,60 |
| 10    | MAC  | Choi Sut Kuan            | 206,85 |
| 11    | MAC  | Choi Sut Ian             | 199,95 |

Das Finale fand am 1. Oktober statt.

#### 3-Meter-Kunstspringen
| Platz | Land | Athletin         | Punkte |
| ----- | ---- | ---------------- | ------ |
| 1     | CHN  | He Zi            | 374,45 |
| 2     | CHN  | Wang Han         | 359,30 |
| 3     | MAS  | Cheong Jun Hoong | 327,10 |
| 4     | JPN  | Sayaka Shibusawa | 288,30 |
| 5     | MAS  | Yan Yee Ng       | 287,80 |
| 6     | KOR  | Kim Suji         | 272,10 |
| 7     | JPN  | Minami Itahashi  | 270,05 |
| 8     | KOR  | Kim Chaehyeon    | 269,75 |
| 9     | MAC  | Choi Sut Ian     | 269,55 |
| 10    | MAC  | Lo I Teng        | 262,80 |
| 11    | HKG  | Chan Sharon      | 243,25 |
| 12    | SIN  | Lee Myra Jia Wen | 224,00 |

Das Finale fand am 3. Oktober statt.

#### 10-Meter-Turmspringen
| Platz | Land | Athletin                    | Punkte |
| ----- | ---- | --------------------------- | ------ |
| 1     | CHN  | Si Yajie                    | 394,25 |
| 2     | CHN  | Huang Xiaohui               | 362,30 |
| 3     | PRK  | Kim Unhyang                 | 358,45 |
| 4     | MAS  | Loh Zhiayi                  | 321,00 |
| 5     | JPN  | Minami Itahashi             | 315,50 |
| 6     | PRK  | Song Namhyang               | 312,10 |
| 7     | MAS  | Pamg Pandelella Rinong Anak | 309,35 |
| 8     | JPN  | Fuka Tatsumi                | 286,30 |
| 9     | KOR  | Ko Hyeonju                  | 268,20 |
| 10    | KOR  | Cho Eunbi                   | 267,00 |

Das Finale fand am 2. Oktober statt.

#### 3-Meter-Synchronspringen
| Platz | Land | Athletinnen                    | Punkte |
| ----- | ---- | ------------------------------ | ------ |
| 1     | CHN  | Shi Tingmao Wu Minxia          | 318,60 |
| 2     | MAS  | Cheong Jun Hoong Yan Yee Ng    | 287,70 |
| 3     | PRK  | Cheo Ungyong Kim Jinok         | 274,32 |
| 4     | KOR  | Cho Eunbi Kim Suji             | 267,63 |
| 5     | MAC  | Choi Sut Ian Lo I Teng         | 254,04 |
| 6     | SIN  | Fong Kay Yian Lee Myra Jia Wen | 205,68 |

Das Finale fand am 29. September statt.

#### 10-Meter-Synchronspringen
| Platz | Land | Athletinnen                         | Punkte |
| ----- | ---- | ----------------------------------- | ------ |
| 1     | CHN  | Chen Ruolin Liu Huixia              | 346,50 |
| 2     | PRK  | Kim Unhyang Song Namhyang           | 320,64 |
| 3     | MAS  | Leong Mun Yee Pandelela Rinong Pamg | 313,92 |
| 4     | JPN  | Minami Itahashi Fuka Tatsumi        | 284,22 |
| 5     | KOR  | Cho Eunbi Kim Suji                  | 275,52 |

Das Finale fand am 30. September statt.

### Männer

#### 1-Meter-Kunstspringen
| Platz | Land | Athlet                    | Punkte |
| ----- | ---- | ------------------------- | ------ |
| 1     | CHN  | He Chao                   | 462,85 |
| 2     | CHN  | He Chong                  | 443,10 |
| 3     | KOR  | Woo Ha-ram                | 410,00 |
| 4     | JPN  | Sho Sakai                 | 371,70 |
| 5     | MAS  | Ooi Tze Liang             | 356,70 |
| 6     | MAS  | Azman Ahmad Amsyar        | 352,75 |
| 7     | KOR  | Kim Yeongnam              | 319,35 |
| 8     | SIN  | Lee Timothy Han Kuan      | 293,90 |
| 9     | KUW  | Abbas Abdulrahman         | 286,25 |
| 10    | QAT  | Mohammed Ahmed Shewatter  | 283,45 |
| 11    | QAT  | Shady Salah A. Abdelhamid | 280,95 |
| 12    | KUW  | Qali Hasan                | 256,65 |

Das Finale fand am 1. Oktober statt.

#### 3-Meter-Kunstspringen
| Platz | Land | Athlet               | Punkte |
| ----- | ---- | -------------------- | ------ |
| 1     | CHN  | Cao Yuan             | 523,65 |
| 2     | CHN  | He Chao              | 503,80 |
| 3     | JPN  | Sho Sakai            | 456,05 |
| 4     | KOR  | Kim Yeongnam         | 439,60 |
| 5     | JPN  | Ken Terauchi         | 430,25 |
| 6     | KOR  | Park Jiho            | 428,40 |
| 7     | MAS  | Ooi Tze Liang        | 425,15 |
| 8     | MAS  | Azman Ahmad Amsyar   | 402,85 |
| 9     | KUW  | Qali Hasan           | 342,30 |
| 10    | SIN  | Lee Timothy Han Kuan | 341,20 |
| 11    | KUW  | Abbas Abdulrahman    | 288,35 |
| 12    | MAC  | Leong Kam Cheong     | 281,50 |

Das Finale fand am 2. Oktober statt.

#### 10-Meter-Turmspringen
| Platz | Land | Athlet          | Punkte |
| ----- | ---- | --------------- | ------ |
| 1     | CHN  | Qiu Bo          | 576,40 |
| 2     | CHN  | Yang Jian       | 526,95 |
| 3     | KOR  | Woo Ha-ram      | 499,40 |
| 4     | KOR  | Kim Yeongnam    | 453,15 |
| 5     | JPN  | Kazuki Murakami | 446,70 |
| 6     | PRK  | Hyon Il-myong   | 441,30 |
| 7     | MAS  | Ooi Tze Liang   | 414,00 |
| 8     | MAS  | Chew Yiwei      | 406,60 |
| 9     | PRK  | Ri Hyonju       | 399,55 |
| 10    | JPN  | Yu Okamoto      | 379,70 |

Das Finale fand am 3. Oktober statt.

#### 3-Meter-Synchronspringen
| Platz | Land | Athleten                                                | Punkte |
| ----- | ---- | ------------------------------------------------------- | ------ |
| 1     | CHN  | Cao Yuan Lin Yue                                        | 460,86 |
| 2     | MAS  | Azman Ahmad Amsyar OOi Tze Liang                        | 405,81 |
| 3     | KOR  | Kim Yeongnam Woo Ha-ram                                 | 399,09 |
| 4     | JPN  | Yu Okamoto Ken Terauchi                                 | 396,51 |
| 5     | HKG  | Chow Ho Wing Poon Jason Wai Ching                       | 335,34 |
| 6     | KUW  | Abbas Abdulrahman Qali Hasan                            | 326,10 |
| 7     | QAT  | Abdelhamid Shady Salah A. Balghaith Abdulaziz Khaled A. | 281,10 |

Das Finale fand am 30. September statt.

#### 10-Meter-Synchronspringen
| Platz | Land | Athleten                                               | Punkte |
| ----- | ---- | ------------------------------------------------------ | ------ |
| 1     | CHN  | Chen Aisen Zhang Yanquan                               | 462,90 |
| 2     | KOR  | Kim Yeongnam Woo Ha-ram                                | 403,50 |
| 3     | MAS  | Chew Yiwei Ooi Tze Liang                               | 384,90 |
| 4     | PRK  | Hyon Il-myong Ri Hyonju                                | 379,14 |
| 5     | JPN  | Kazuki Murakami Yu Okamoto                             | 376,02 |
| 6     | QAT  | Abdulaziz Khaled A. Balghaith Mohammed Ahmed Shewatter | 272,31 |

Das Finale fand am 29. September statt.

## Medaillenspiegel
| Platz  | Land                | Gold | Silber | Bronze | Gesamt |
| ------ | ------------------- | ---- | ------ | ------ | ------ |
| 1      | Volksrepublik China | 10   | 6      | –      | 16     |
| 2      | Malaysia            | –    | 2      | 3      | 5      |
| 3      | Südkorea            | –    | 1      | 4      | 5      |
| 4      | Nordkorea           | –    | 1      | 2      | 3      |
| 5      | Japan               | –    | –      | 1      | 1      |
| Gesamt | Gesamt              | 10   | 10     | 10     | 30     |